# Aguaragua
Aguaragua es el primer disco del cantautor uruguayo Pájaro  Canzani. Fue publicado en vinilo por el sello Ayuí / Tacuabé en 1975.

## Realización
El sonido fue tomado por Henry Jasa y José Luis Musetti en Sondor Montevideo, octubre de 1973 y noviembre de 1974, para los surcos 1 al 4 el 6 y el 10. El surco 5 fue grabado en Ayuí por Leonel Heintz, que también grabó en vivo en la presentación en el Teatro Circular el 4 de diciembre de 1974, los surcos 11,12,14,15,16,18,19, 20. Los surcos 13,17,21 y 22 fueron grabados también por Leonel Heintz pero el 23 de agosto de 1975 en el Teatro de la Alianza Francesa de Montevideo.

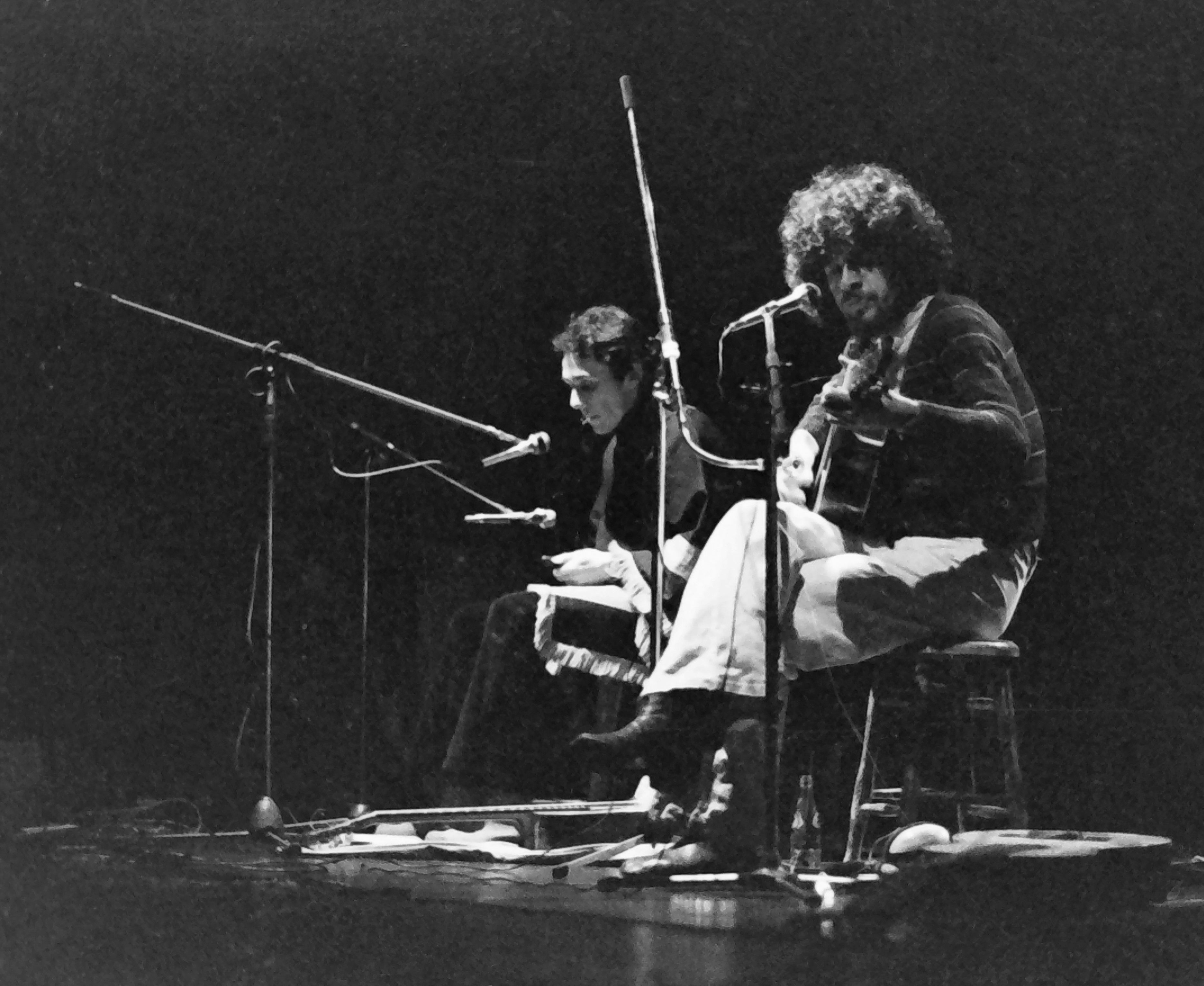
Aguaragua

## Lista de canciones
| Lado A |                                            |          |  |
| N.º    | Título                                     | Duración |  |
| 1.     | «AGUARAGUA»                                |          |  |
| 2.     | «HASTA PONERME EL ZAPATO»                  |          |  |
| 3.     | «DUM DUM TAMBORA»                          |          |  |
| 4.     | «TOCA TU FLAUTA»                           |          |  |
| 5.     | «CANCIÓN PARA FEDERICO»                    |          |  |
| 6.     | «PARANA ( de Hugo Fattoruso) - POR CANTAR» |          |  |
| 7.     | «TOMA LA PALABRA»                          |          |  |
| 8.     | «Y AQUÍ NO AMANECE NA»                     |          |  |

| Lado B |                                   |          |  |
| N.º    | Título                            | Duración |  |
| 1.     | «OS ESCRAVOS DE JÓ»               |          |  |
| 2.     | «SOY DE UN BARRIO DE FRAY BENTOS» |          |  |
| 3.     | «DE NUESTRA SANGRE»               |          |  |
| 4.     | «INTERLUDIO»                      |          |  |
| 5.     | «JACINTA»                         |          |  |
| 6.     | «MORENO»                          |          |  |
| 7.     | «LA DE LA MELAZA»                 |          |  |
| 8.     | «Y POR ESO CANTO BLUES»           |          |  |
| 9.     | «ALGÚN DÍA»                       |          |  |

## Músicos
Pájaro Canzani, Jorge Bonaldi, Jorge Trasante, Jorge Lazaroff, Álvaro Almesto, Alberto Macadar, Carlos da Silveira, Jorge Galemire, Jaime Roos.

## Reediciones
Fue reeditado en CD por el sello Ayuí / Tacuabé en 2004.